# Hermann Raphael Rodensteen
Hermann Raphael Rodensteen (Vollenhove, circa 1525 – Weimar , 8 juli 1583 was een Nederlands orgelbouwer vanuit Vollenhove, die zich in 1559 in Zwickau vestigde en van daaruit Noord- en West-Europa bestreek.

## Voorgeschiedenis
Raphael Rodensteen, vader van Hermann, vestigde zich rond 1527 in Vollenhove, daar waar de Bisschoppen van Utrecht hun buitenverblijven hadden. Rond 1535 vestigde hij zich in Bolsward, waar hij bouwer werd van het orgel van de Sint-Martinikerk, voordat hij er rond 1553 stierf. Als orgelbouwer werd hij opgevolgd door drie zoons, genoemde Hermann, Gabriël (enige tijd medewerker van Hermann) en Michael/Matthijs.

## Hermann Rodensteen
Een van Hermanns eerste orgels was die voor de Kathedraal van Roskilde, Denemarken. Hij werkte er van 1550 tot 1555 aan; aansluitend bouwde hij het orgel in de kapel van Slot Kopenhagen. Rodensteen wordt in Denemarken gezien als een van de eerste bekende orgelbouwers in dat land, naast Hans Brebus en Nicolas Maass. Het werd in de loop der eeuwen steeds aangepast, maar kast en sommige registers worden nog gebruikt. Friese kunstenaars Per Jensoen, Jan van Boelswart en Gregorius von Lübeck werkten er ook aan. Vervolgens vestigde hij zich dus in Zwickau, alwaar hij in 1559 trouwde met Clara Hofmann, dochter van de organist Paul Hofmann. Hij verkreeg in 1562 burgerrechten in Zwickau. Hermann bouwde volgens de renaissancestijl, rijkelijk versierd met dubbele deuren en vermoedelijk nog pedaalloos. Verdere werken zijn/waren te vinden in Zwickau (Mariakerk), Dresden, Wenen, Döbeln en vermoedelijk ook in Slot Sonderborg (Denemarken).